# フロントエンジン・四輪駆動

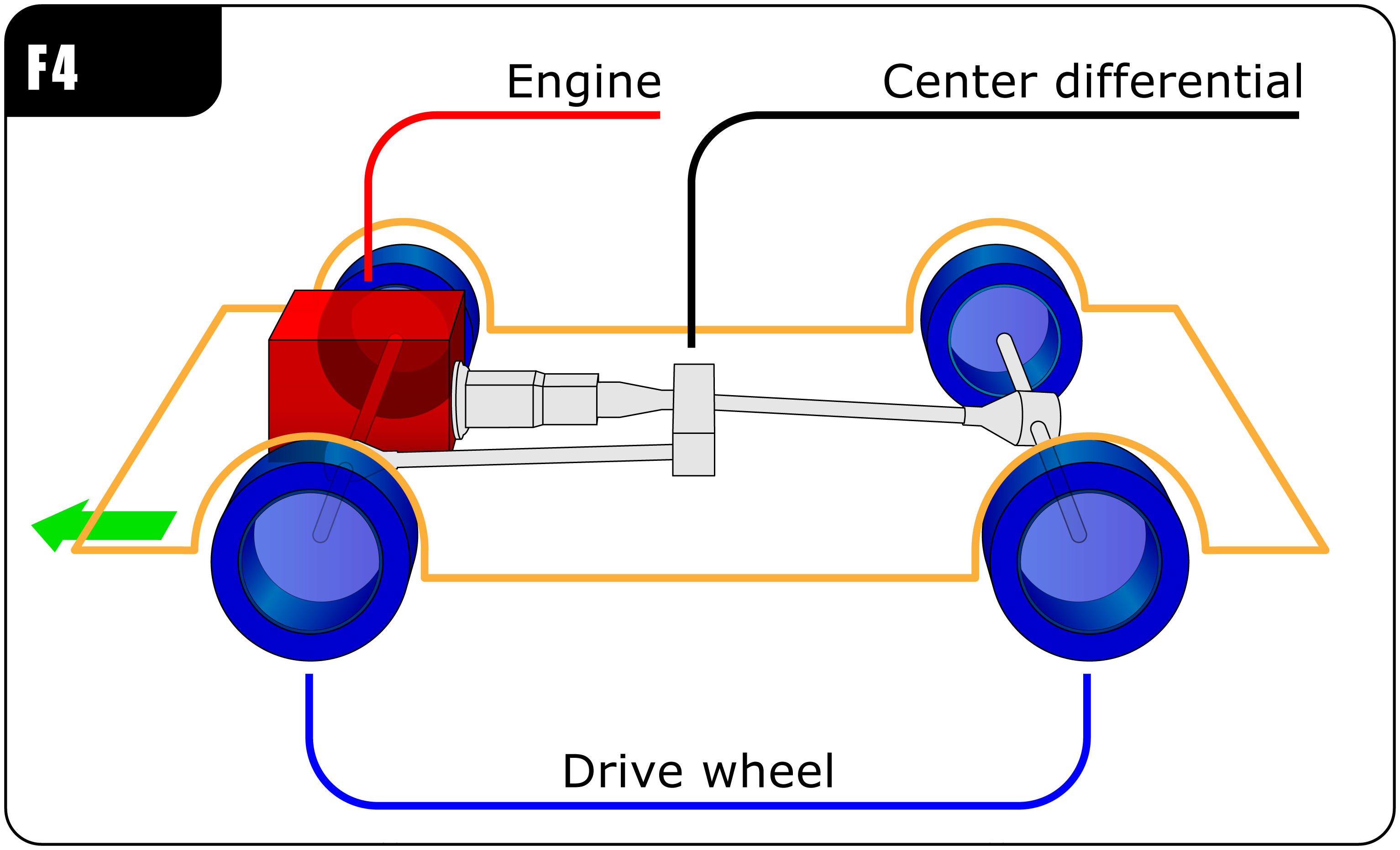
後輪駆動ベースの縦置きフロントエンジン・四輪駆動配置の模式図

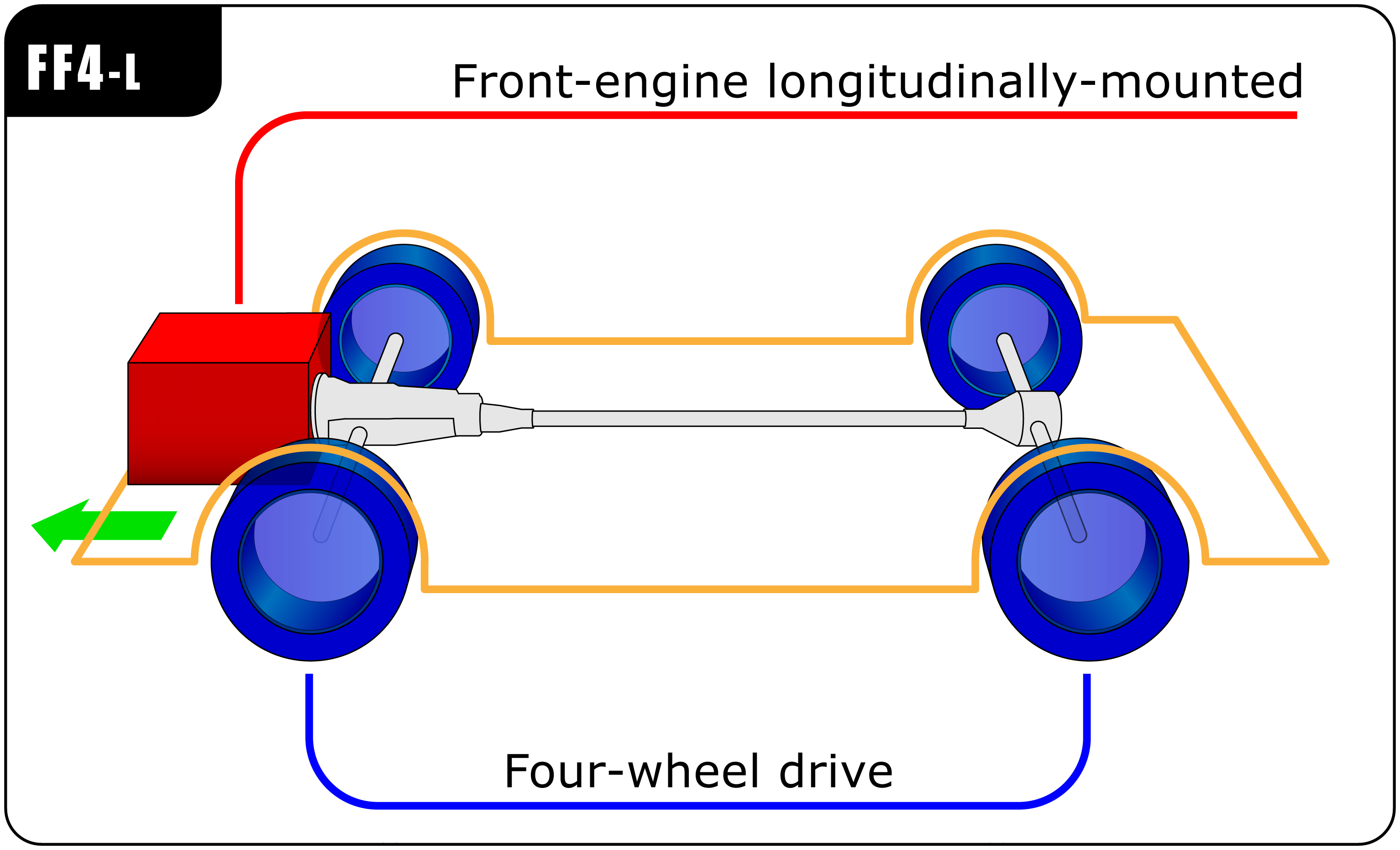
前輪駆動ベースの縦置きフロントエンジン・四輪駆動配置の模式図。

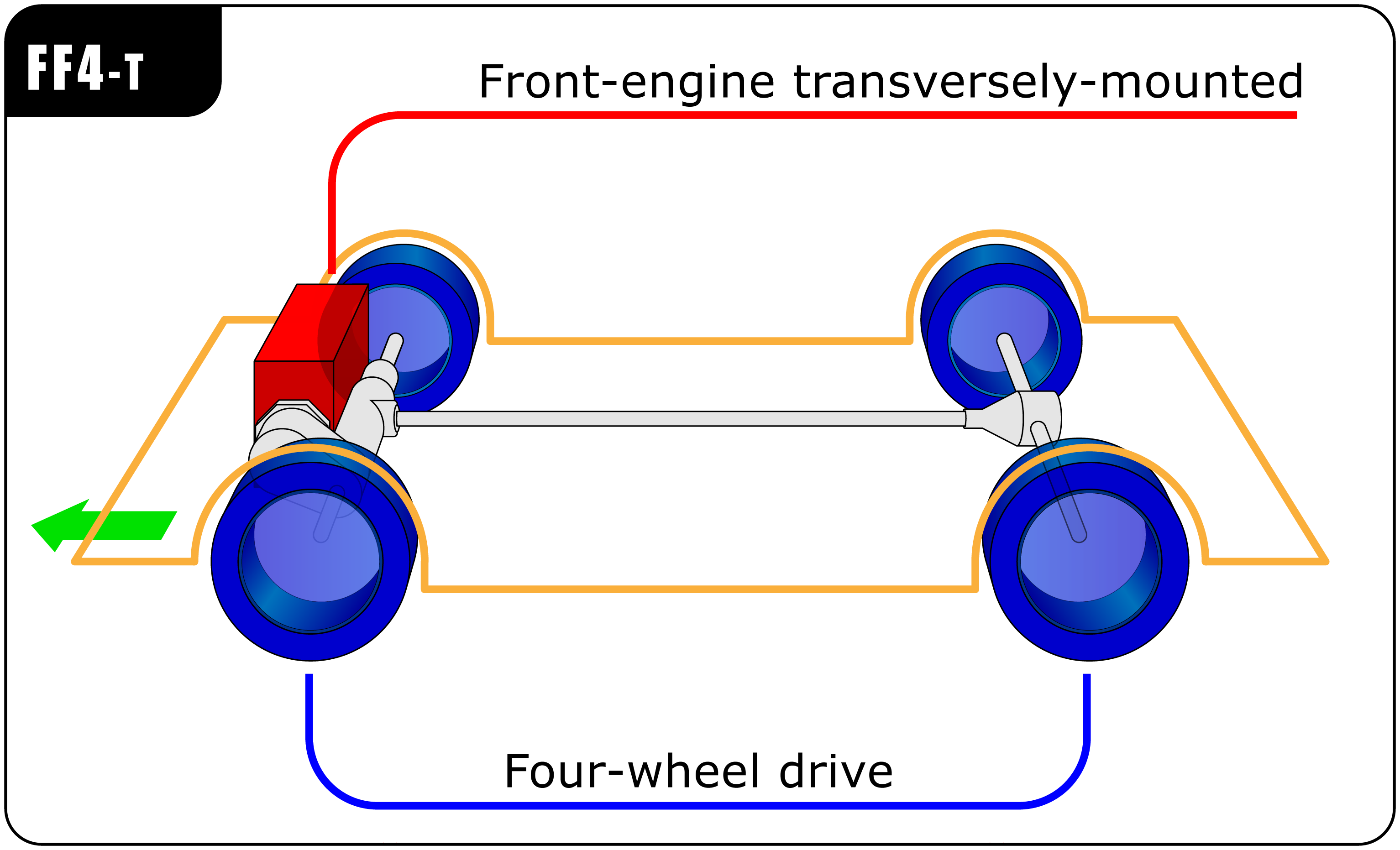
前輪駆動ベースの横置きフロントエンジン・四輪駆動配置の模式図

フロントエンジン・四輪駆動（フロントエンジン・よんりんくどう）配置は、自動車設計における自動車のレイアウトの1つである。車両の前方に内燃機関を置き、4輪全てを駆動する。"Front-engine, four-wheel-drive layout" からF4と略称される。
多くの四輪駆動配置はエンジン前置きであり、したがって四輪駆動車の主流と言える配置である。二輪駆動のフロントエンジン・後輪駆動設計またはフロントエンジン・前輪駆動設計をベースとしていることが多い。1903年製スパイカー60 HPが、F4駆動配置で作られた初めての車であった。
この配置によって、荷室あるいは客室を犠牲にすることなくトラクションを得ることができる。また加速の際に後方へ荷重が偏るのを、フロントにエンジンがあることで抑えることができ、4輪に均等に荷重をかけやすい。つまり四輪駆動の長所であるトラクションの良さを最大限に引き出せるレイアウトでもある。
パートタイム四輪駆動車はトランスファーケースを持ち、センターデファレンシャルギア（差動装置、デフ）を持たないことが多い。これは、4WDモードで前輪と後輪の車軸の速さに差を付けられないことを意味する。通常の路上走行では、これらの車両は2WDモードへ移行し、トランスファーケースへの損傷を防ぐ。一方、フルタイム四輪駆動系は何らかのセンターデフなしで済ませることはできない。

## 例

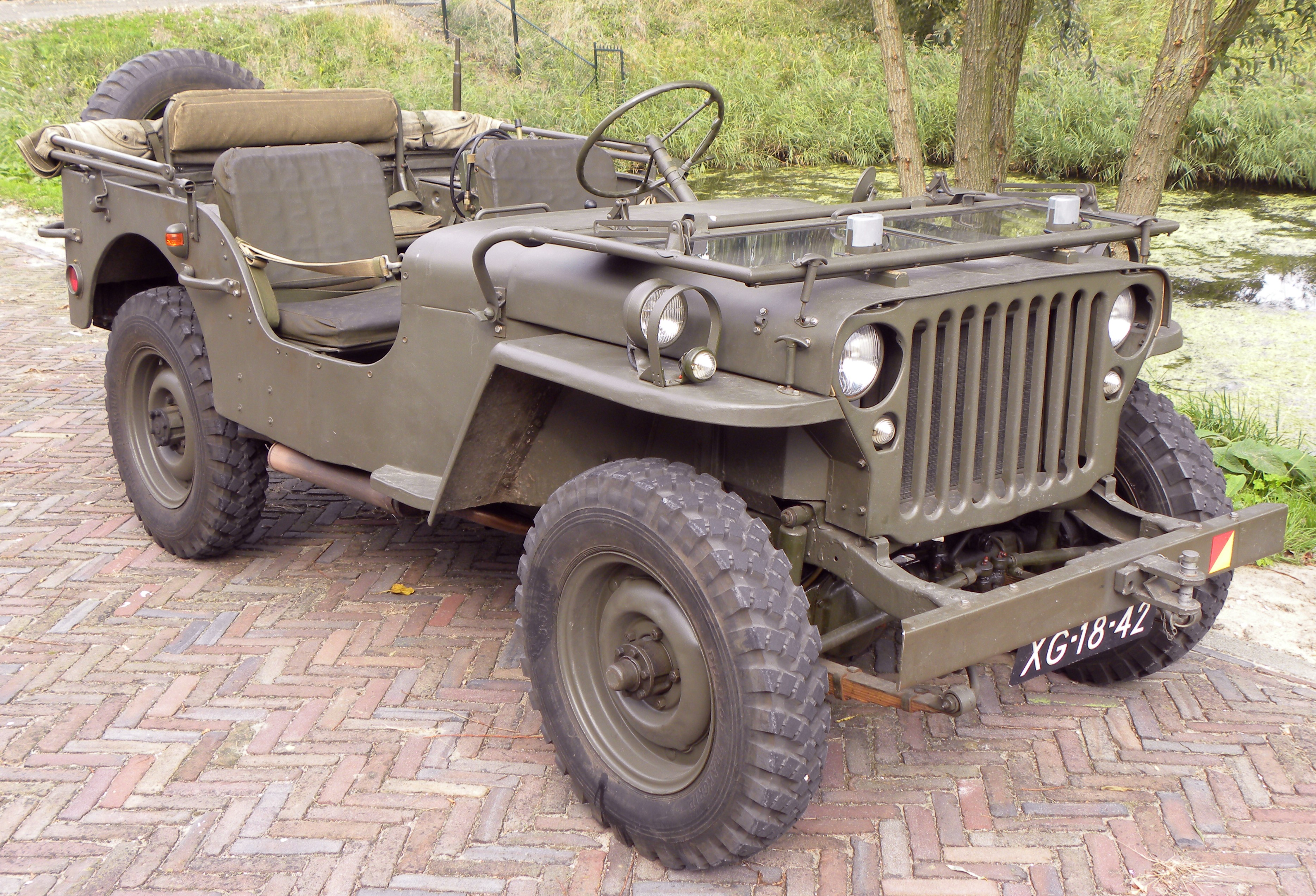
1943 ウィリスMB（英語版） ジープ
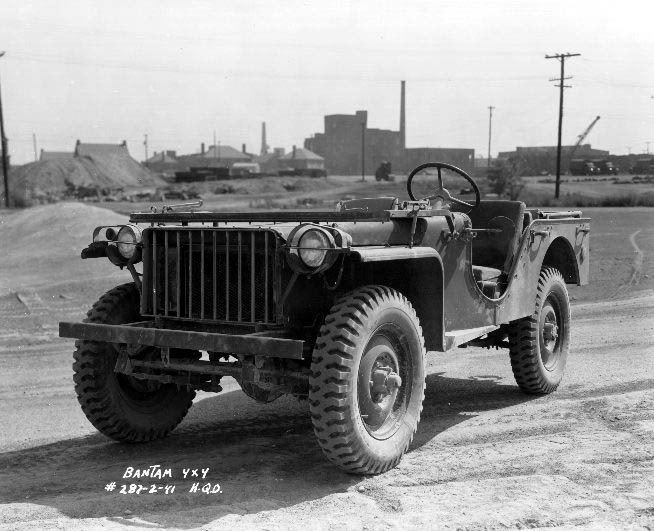
Bantam BRC 40
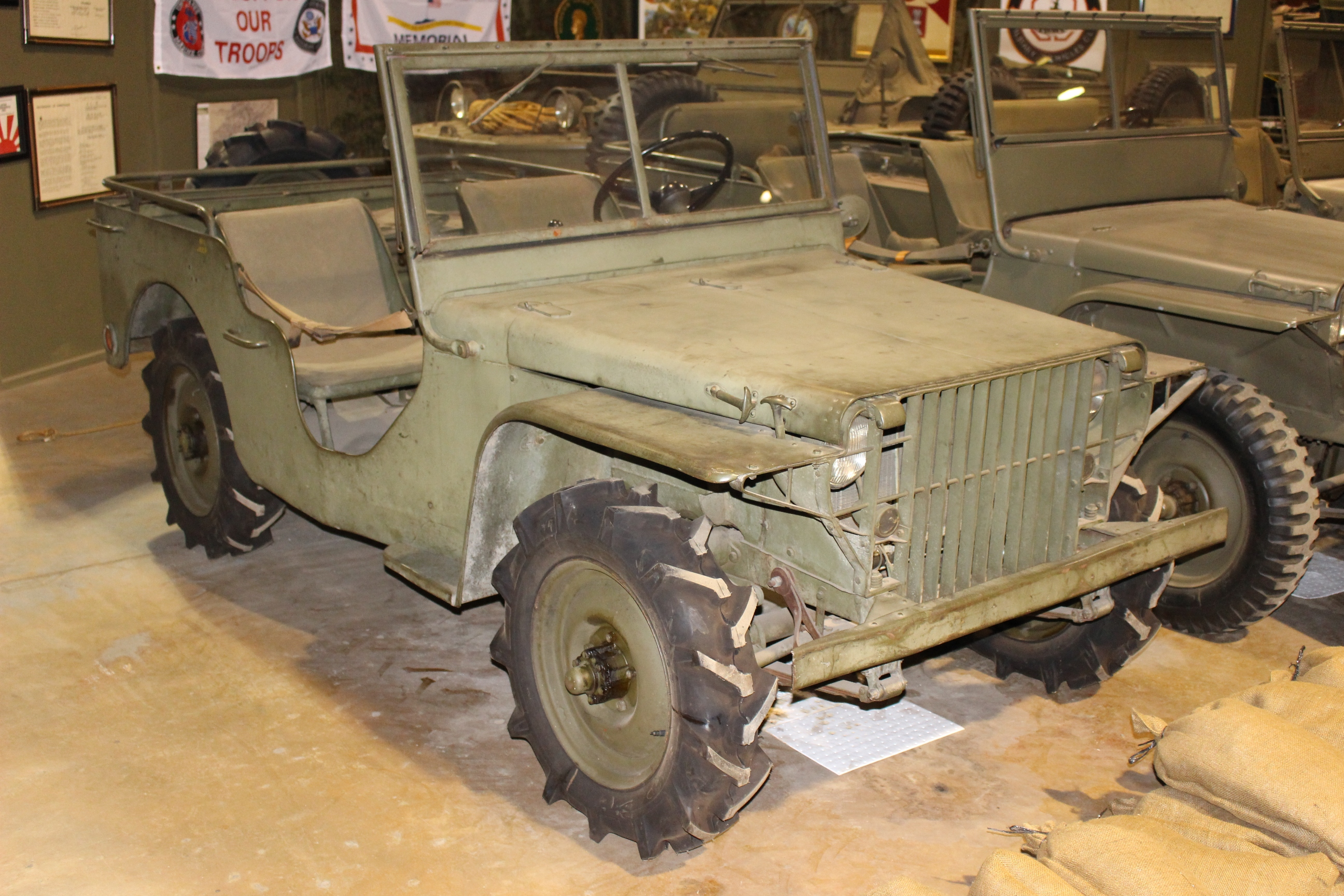
Bantam BRC 40, Ford Pygmy
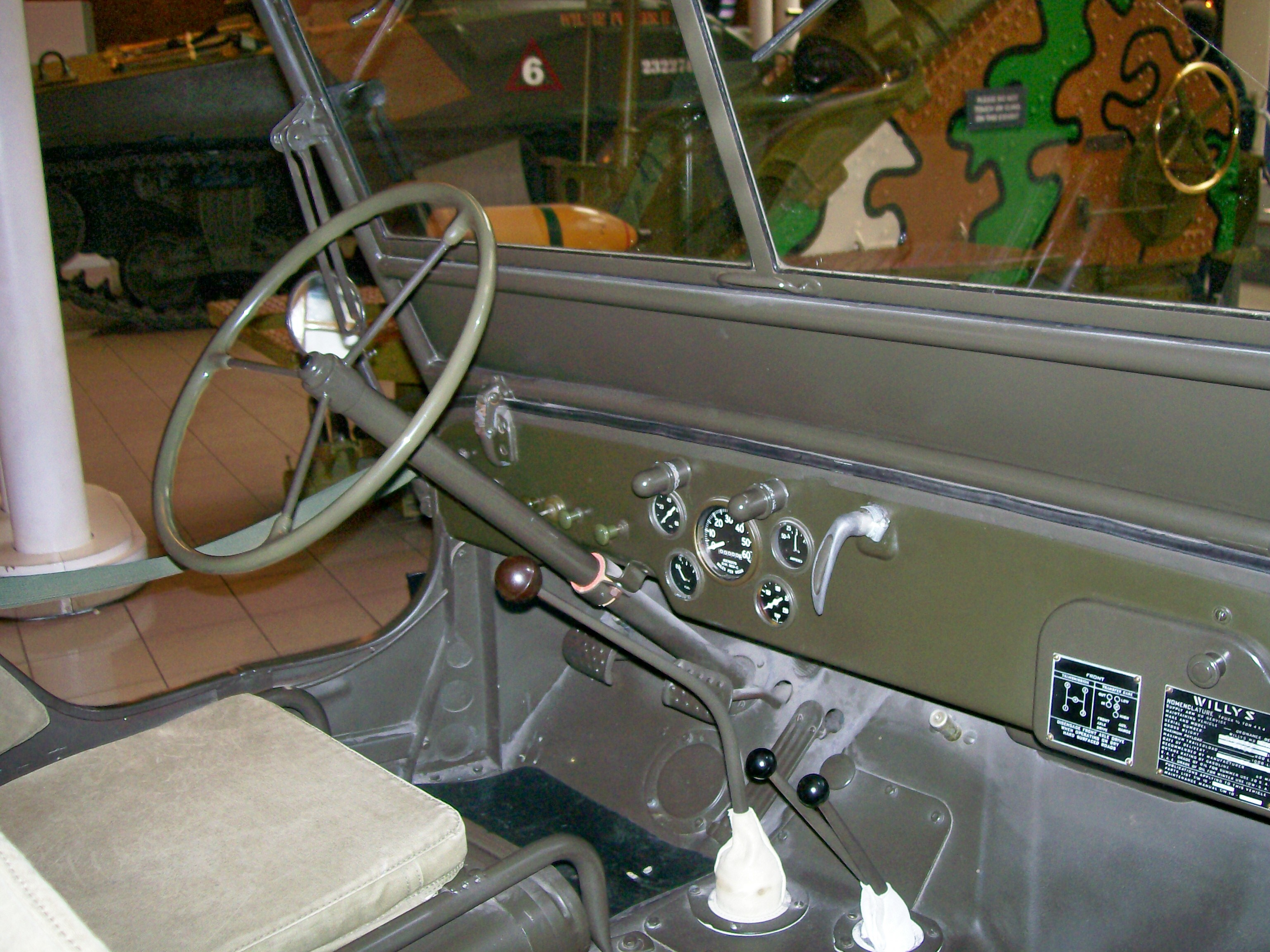
第二次世界大戦時代のジープのダッシュボード
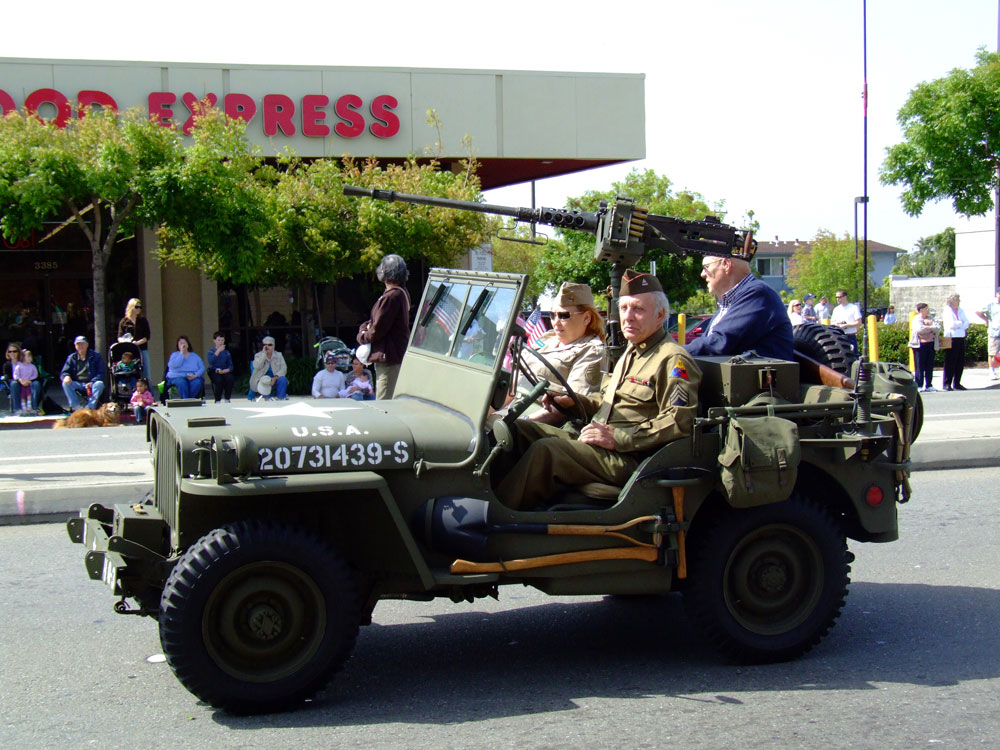
ブローニングM2重機関銃を備えたジープ
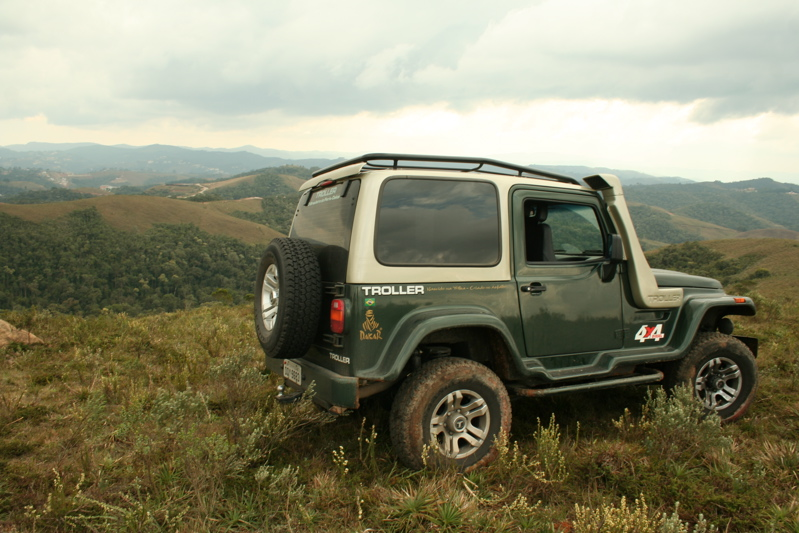
トロラーT4（英語版）ジープ
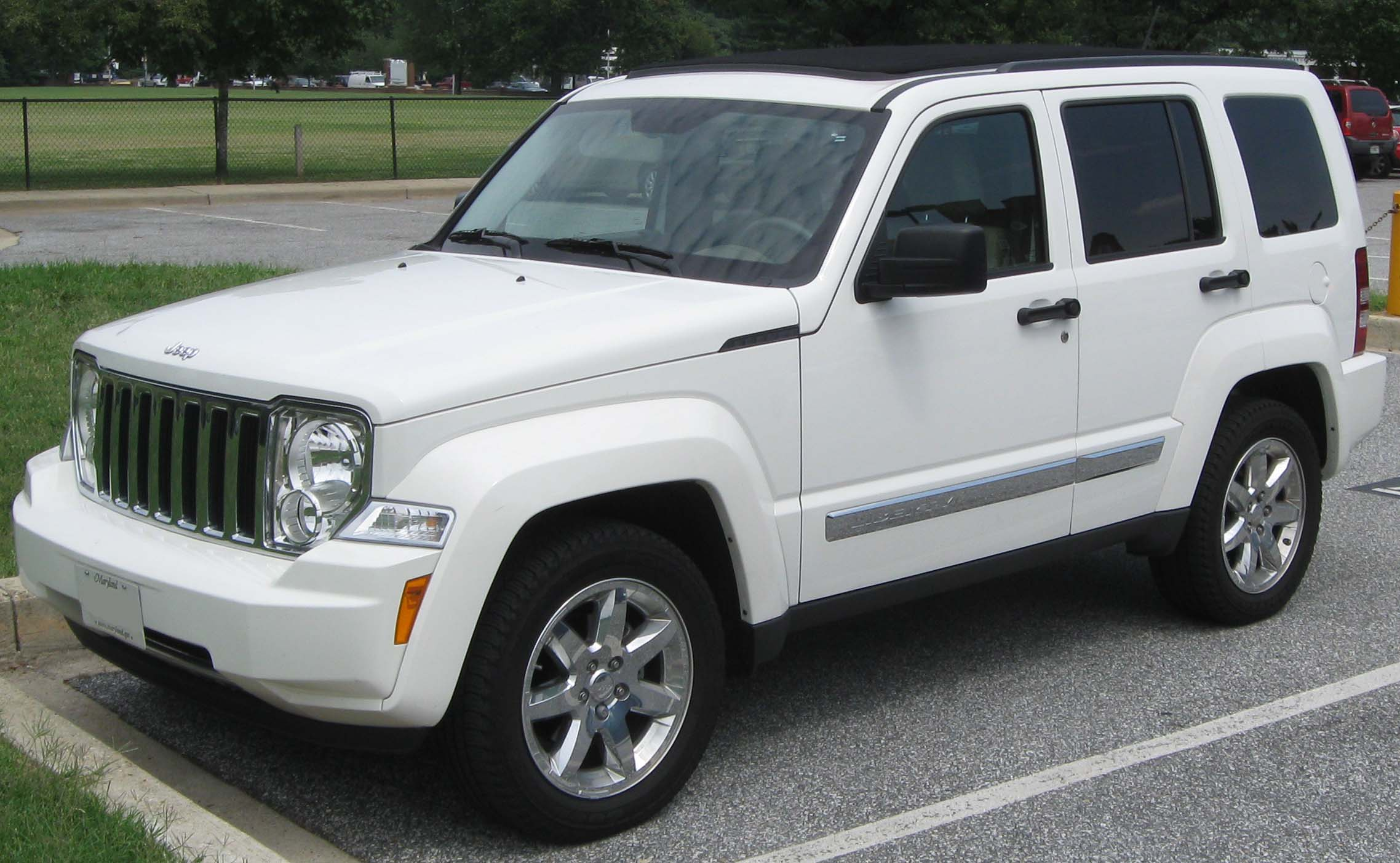
2008-2009ジープ・リバティ
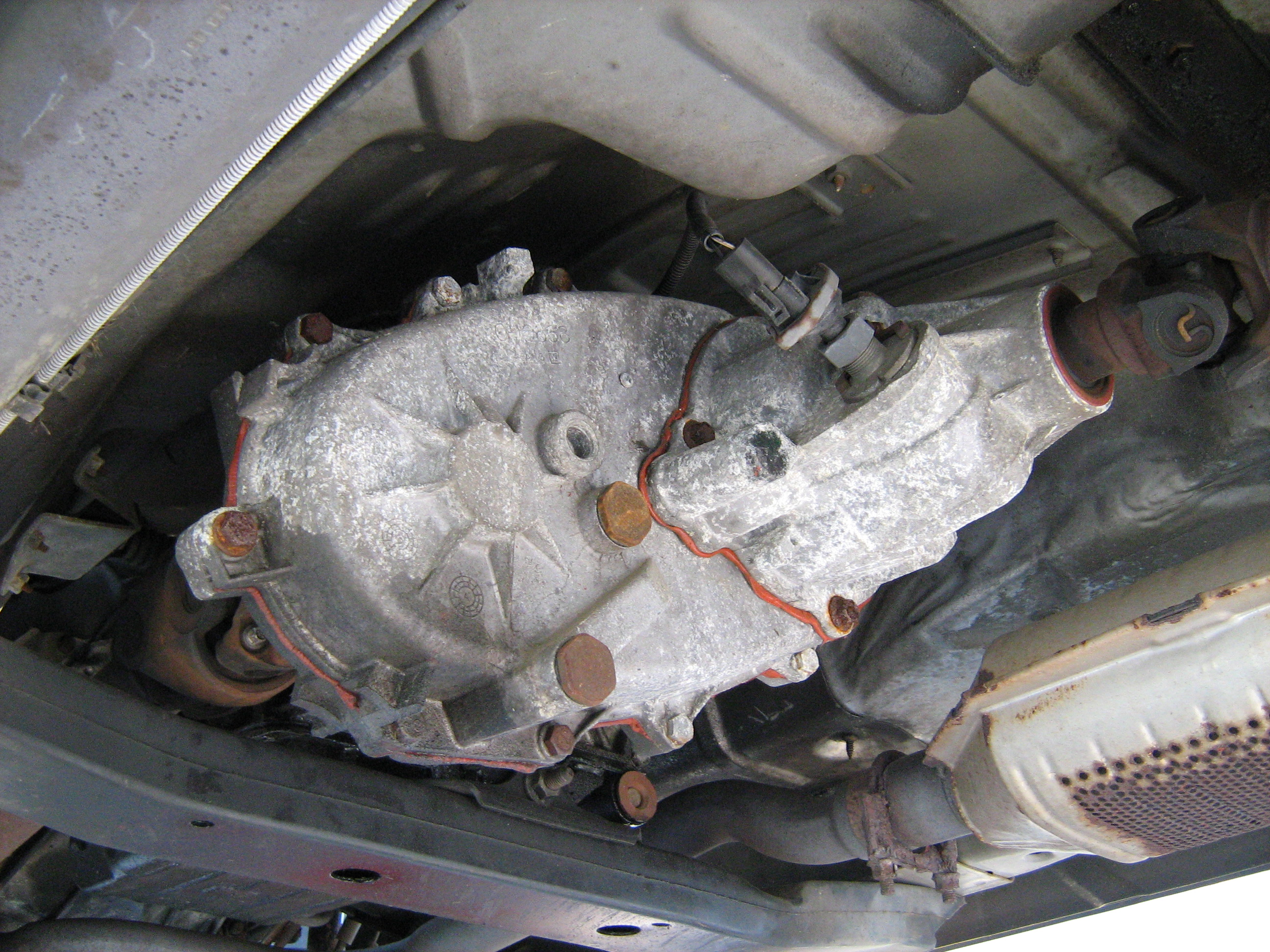
リア車軸（右）とフロント車軸（左）へとトランスミッションから動力を伝達するセンタートランスファーケース
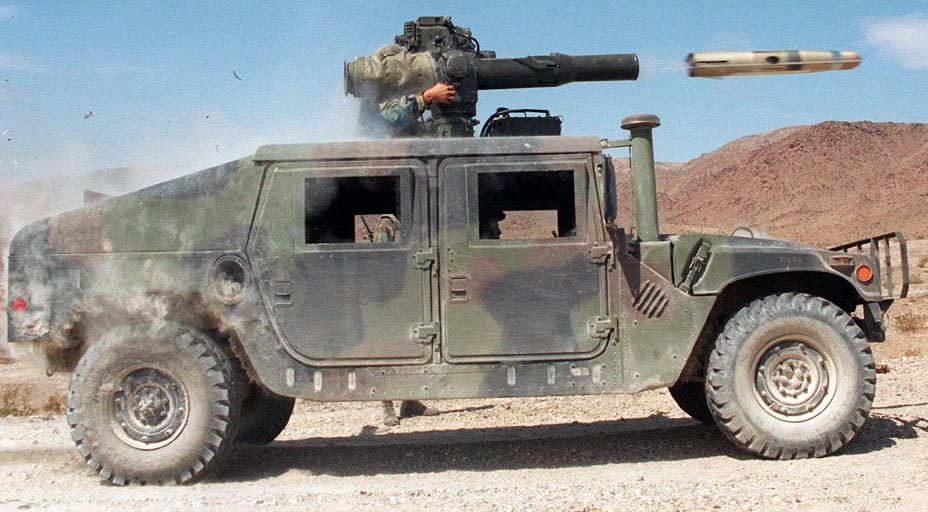
HMMWVは、手動でロック可能なセンターデフを介して均等に（継続的に）全ての車輪に動力を供給する4WD/AWDである。前と後ろの両方にトルセンデフを備える。
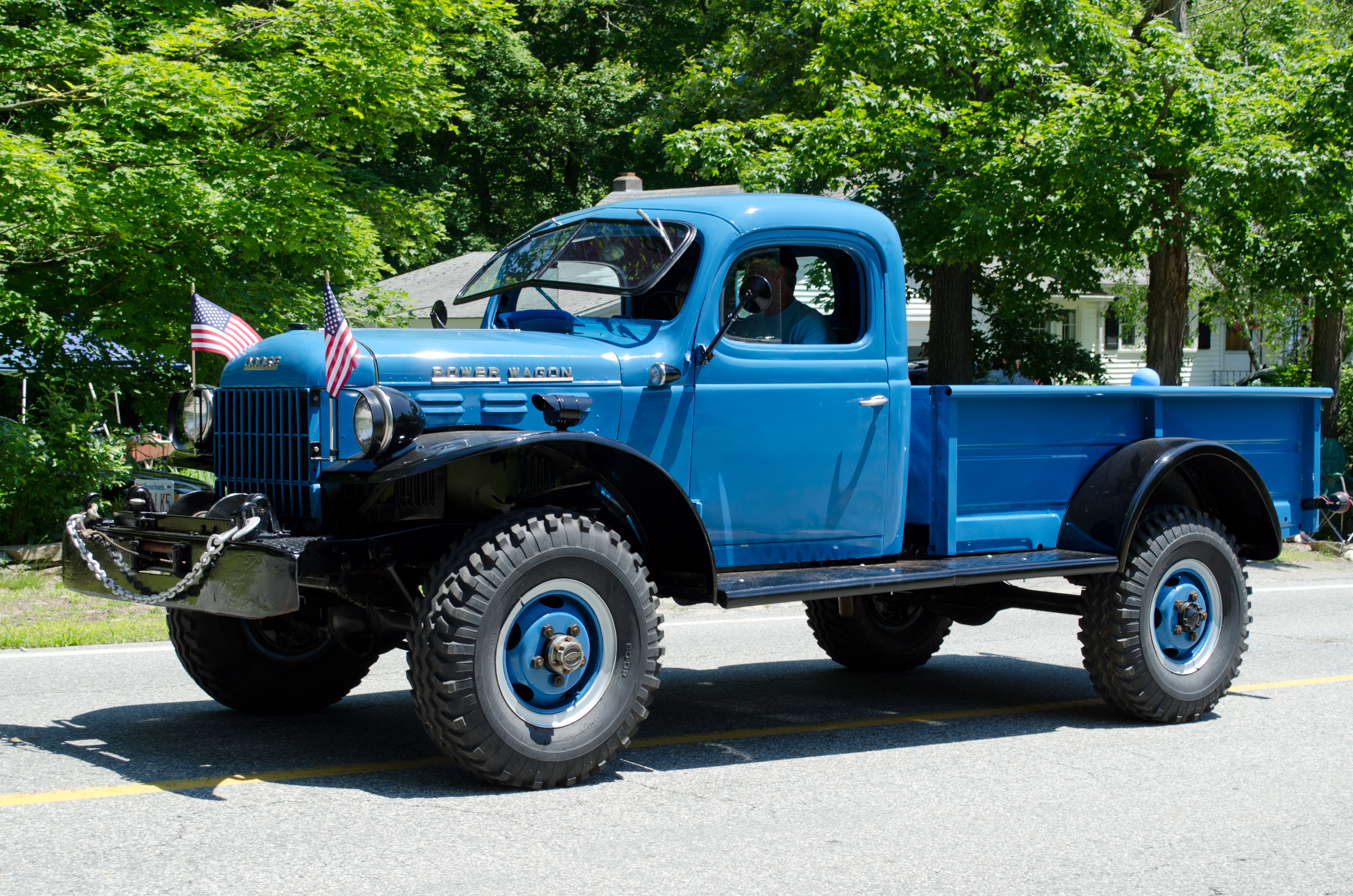
第1世代ダッジ・パワーワゴン（英語版）
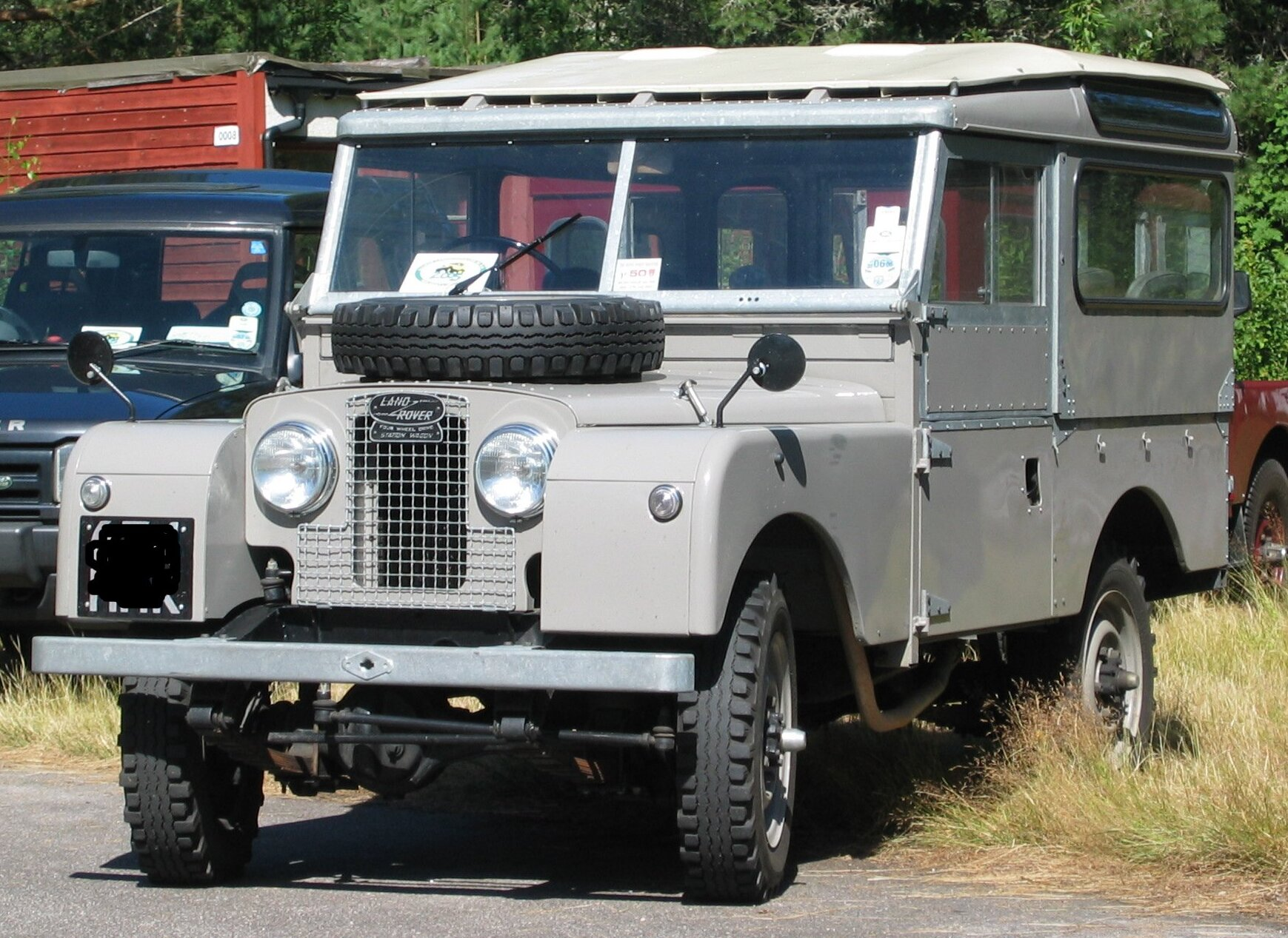
ランドローバー・シリーズ（英語版）I
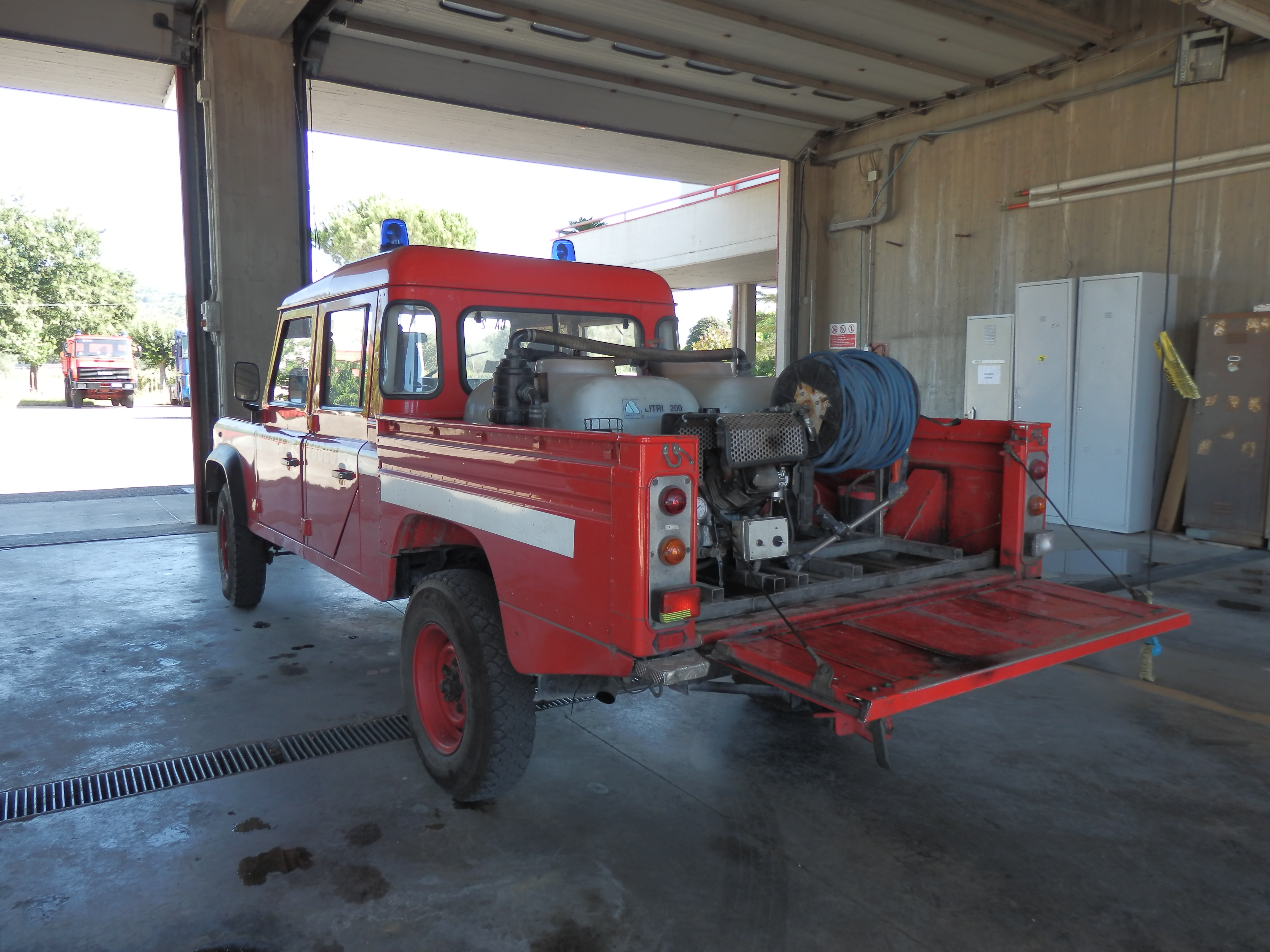
山火事に対処するためのランドローバー改装車（イタリア、カーシナ、2016年8月）。